# العلاقات الأيرلندية اللبنانية
العلاقات الأيرلندية اللبنانية هي العلاقات الثنائية التي تجمع بين جمهورية أيرلندا ولبنان.

## مقارنة بين البلدين
هذه مقارنة عامة ومرجعية للدولتين:
| وجه المقارنة                                              | جمهورية أيرلندا                                       | لبنان                                                                |
| --------------------------------------------------------- | ----------------------------------------------------- | -------------------------------------------------------------------- |
| المساحة (كم2)                                             | 70.27 ألف                                             | 10.45 ألف                                                            |
| عدد السكان (نسمة)                                         | 4.76 مليون                                            | 6.10 مليون                                                           |
| الكثافة السكانية (ن./كم²)                                 | 67.74                                                 | 583.73                                                               |
| العاصمة                                                   | دبلن                                                  | بيروت                                                                |
| اللغة الرسمية                                             | اللغة الأيرلندية، لغة إنجليزية، الإنجليزية الأيرلندية | اللغة العربية، لغة فرنسية                                            |
| العملة                                                    | جنيه أيرلندي، يورو، عملات اليورو الأيرلندية           | ليرة لبنانية                                                         |
| الناتج المحلي الإجمالي (بليون دولار)                      | 333.73 مليار                                          | 51.84 مليار                                                          |
| الناتج المحلي الإجمالي (تعادل القوة الشرائية) بليون دولار | 318.16 مليار                                          | 81.54 مليار                                                          |
| الناتج المحلي الإجمالي الاسمي للفرد دولار أمريكي          | 61.13 ألف                                             | 8.05 ألف                                                             |
| الناتج المحلي الإجمالي للفرد دولار أمريكي                 |                                                       | 17.46 ألف                                                            |
| مؤشر التنمية البشرية                                      | 0.916                                                 | 0.769                                                                |
| رمز المكالمات الدولي                                      | +353                                                  | +961                                                                 |
| رمز الإنترنت                                              | .ie                                                   | .lb                                                                  |
| المنطقة الزمنية                                           | 00، ت ع م+01:00، أوروبا/دبلن ‏                         | ت ع م+02:00، ت ع م+03:00، توقيت شرق أوروبا، توقيت شرق أوروبا الصيفي ‏ |

## منظمات دولية مشتركة
يشترك البلدان في عضوية مجموعة من المنظمات الدولية، منها:
| علم المنظمة | اسم المنظمة                               | تاريخ انضمام جمهورية أيرلندا | تاريخ انضمام لبنان |
| ----------- | ----------------------------------------- | ---------------------------- | ------------------ |
|             | مؤسسة التنمية الدولية                     | 22 ديسمبر 1960               | 10 أبريل 1962      |
|             | يونسكو                                    | 3 أكتوبر 1961                | 4 نوفمبر 1946      |
|             | وكالة ضمان الاستثمار متعدد الأطراف        | 27 أكتوبر 1989               | 19 أكتوبر 1994     |
|             | الأمم المتحدة                             | 14 ديسمبر 1955               | 24 أكتوبر 1945     |
|             | الاتحاد البريدي العالمي                   | ?                            | ?                  |
|             | البنك الدولي للإنشاء والتعمير             | 8 أغسطس 1957                 | 14 أبريل 1947      |
|             | الاتحاد الدولي للاتصالات                  | 8 ديسمبر 1923                | 12 يناير 1924      |
|             | منظمة حظر الأسلحة الكيميائية              | ?                            | ?                  |
|             | مؤسسة التمويل الدولية                     | 11 سبتمبر 1958               | 28 ديسمبر 1956     |
|             | المركز الدولي لتسوية المنازعات الاستشارية | 7 مايو 1981                  | 25 أبريل 2003      |
|             | منظمة الشرطة الجنائية الدولية             | ?                            | ?                  |

## وصلات خارجية
- موقع وزارة الخارجية الأيرلندية